# Hannah Ware
Hannah Rose Ware (Hammersmith, 8 de diciembre de 1982) es una actriz inglesa, conocida por sus papeles de Emma Kane en la serie de drama político Boss de Starz (2011-2012) y de Sara Hanley en la telenovela Betrayal de ABC (2013–2014).

## Vida personal

### Primeros años, familia y estudios
Ware nació en Hammersmith y creció en Clapham. Es hija de Helena Ware, trabajadora social, y John Ware, un reportero de Panorama de la BBC. Ambos se divorciaron cuándo ella tenía tan solo 12 años. Es la hermana mayor de la cantante Jessie Ware. Su madre es judía, y tanto Ware como su hermana, fueron criadas en la fe. Asistió a una escuela en Dulwich, luego estudió actuación en el Instituto de Teatro y Cine Lee Strasberg ubicado en Nueva York.

## Trayectoria
Ware actuó en las películas Cop Out (2010) y en Shame (2011). De 2011 a 2012, interpretó a Emma Kane, como la hija adicta separada del alcalde de Chicago, Tom Kane, en la serie Boss de Starz. En 2013, fue elegida para la serie de drama Betrayal de ABC como personaje principal, y apareció en la película de suspenso de Spike Lee llamada Oldboy. En el 2015, Ware interpretó un personaje principal, junto con Rupert Friend, en la película de acción Hitman: Agent 47.

## Filmografía

### Cine
| Año  | Título           | Papel                     | Notas        | Ref.  |
| ---- | ---------------- | ------------------------- | ------------ | ----- |
| 2010 | Cop Out          | Señora Armisen            |              |       |
| 2011 | Shame            | Samantha                  |              |       |
| 2013 | Oldboy           | Donna Hawthorne           |              |       |
| 2013 | Touch            | Cindy                     | Cortometraje |       |
| 2015 | Hitman: Agent 47 | Katia van Dees, Agente 90 |              |       |
| 2017 | Aftermath        | Tessa                     |              |       |
| 2018 | The Angel        | Diana Ellis               |              | [ 7 ] |

### Televisión
| Año       | Título    | Medio de difusión             | Papel        | Ref.  |
| --------- | --------- | ----------------------------- | ------------ | ----- |
| 2011-2012 | Boss      | Starz                         | Emma Kane    |       |
| 2013-2014 | Betrayal  | American Broadcasting Company | Sara Hanley  | [ 8 ] |
| 2018      | The First | Hulu (U.S.) Channel 4 (U.K.)  | Sadie Hewitt |       |
| 2021      | The One   | Netflix                       | Rebecca Webb | [ 9 ] |